# Wicanderska Välgörenhetsskölden
Wicanderska Välgörenhetsskölden è stata una coppa di calcio svedese giocata tra il 1905 e il 1916. Ci fu un tentativo di riattivare la competizione nel 1920, ma alla fine non venne disputata alcuna gara.
Il torneo riprendeva il modello della Charity Shield inglese.

## Albo d'oro
| Anno | Vincitore      | Finalista      |
| ---- | -------------- | -------------- |
| 1905 | IFK Stockholm  | AIK            |
| 1906 | IFK Stockholm  | AIK            |
| 1907 | Djurgårdens IF | Mariebergs IK  |
| 1908 | AIK            | Djurgårdens IF |
| 1909 | AIK            | Mariebergs IK  |
| 1910 | Djurgårdens IF | Eriksdals IF   |
| 1911 | IFK Stockholm  | Westermalms IF |
| 1912 | IFK Stockholm  | Mariebergs IK  |
| 1913 | Djurgårdens IF | Westermalms IF |
| 1914 | AIK            | Djurgårdens IF |
| 1915 | Djurgårdens IF | AIK            |
| 1916 | AIK            | Djurgårdens IF |
| 1920 | non giocata    |                |

## Titoli per club
| Titoli | Club           |
| ------ | -------------- |
| 4      | AIK            |
| 4      | Djurgårdens IF |
| 4      | IFK Stockholm  |